# Cotunnit
Cotunnit (IMA-Symbol Cot) ist ein selten vorkommendes Mineral aus der Mineralklasse der Halogenide mit der chemischen Zusammensetzung PbCl2 und ist damit chemisch gesehen Blei(II)-chlorid.
Cotunnit kristallisiert im orthorhombischen Kristallsystem und entwickelt prismatische, entlang der a-Achse [100] nadelige oder tafelige Kristalle bis etwa 2 mm Größe mit einem diamantähnlichen Glanz auf den Oberflächen. Bekannt sind auch zepterförmige oder skelettartige Kristalle sowie radialstrahlige, büschelige, körnige bis derbe Mineral-Aggregate und krustige Überzüge, die dann eher seiden- oder perlmuttähnlich schimmern. In reiner Form ist Cotunnit farblos und durchsichtig. Durch vielfache Lichtbrechung aufgrund von Gitterfehlern oder polykristalliner Ausbildung kann er aber auch durchscheinend weiß sein und durch Fremdbeimengungen eine hellgrüne bis hellgelbe Farbe annehmen.

## Etymologie und Geschichte
Cotunnit wurde erstmals 1825 von Teodoro Monticelli (1759–1845) und Nicola Covelli in der Typlokalität, dem Vesuv bei Neapel in Italien entdeckt. Sie benannten das Mineral nach dem italienischen Anatomie-Professor Domenico Cotugno (auch Cotunnius, 1736–1822).

## Klassifikation
Bereits in der veralteten 8. Auflage der Mineralsystematik nach Strunz gehörte der Cotunnit zur Mineralklasse der „Halogenide“ und dort zur Abteilung der „Oxihalogenide“, wo er zusammen mit Bismoclit, Daubréeit, Fiedlerit, Laurionit, Matlockit, Paralaurionit, Pseudocotunnit und Zavaritskit die „Fiedlerit-Laurionit-Matlockit-Gruppe“ mit der System-Nr. III/C.05 bildete.
Im zuletzt 2018 überarbeiteten und aktualisierten Lapis-Mineralienverzeichnis nach Stefan Weiß, das sich aus Rücksicht auf private Sammler und institutionelle Sammlungen noch nach dieser alten Form der Systematik von Karl Hugo Strunz richtet, erhielt das Mineral die System- und Mineral-Nr. III/D.08-10. In der „Lapis-Systematik“ entspricht dies ebenfalls der Abteilung „Oxihalogenide“, wo Cotunnit zusammen mit Brontesit, Challacolloit, Fiedlerit, Hephaistosit, Laurionit, Paralaurionit, Pseudocotunnit und Steropesit eine eigenständige, aber unbenannte Gruppe bildet.
Die von der International Mineralogical Association (IMA) zuletzt 2009 aktualisierte 9. Auflage der Strunz’schen Mineralsystematik ordnet den Cotunnit in die erweiterte Abteilung der „Oxihalogenide, Hydroxyhalogenide und verwandte Doppel-Halogenide“ ein. Diese ist allerdings unterteilt nach den in der Verbindung vorherrschenden Metallen, so dass das Mineral entsprechend seiner Zusammensetzung in der Unterabteilung „Mit Pb (As, Sb, Bi) ohne Cu“ zu finden ist, wo es als einziges Mitglied die unbenannte Gruppe 3.DC.85 bildet.
Auch die vorwiegend im englischen Sprachraum gebräuchliche Systematik der Minerale nach Dana ordnet den Cotunnit in die Klasse und dort in die gleichnamige Abteilung der „Halogenide“ ein. Hier ist er als Namensgeber der „Cotunnitgruppe“ mit der System-Nr. 09.02.07 und den weiteren Mitgliedern Hydrophilit und Coccinit innerhalb der Unterabteilung „Wasserfreie und wasserhaltige Halogenide mit der Formel AX2“ zu finden.

## Kristallstruktur

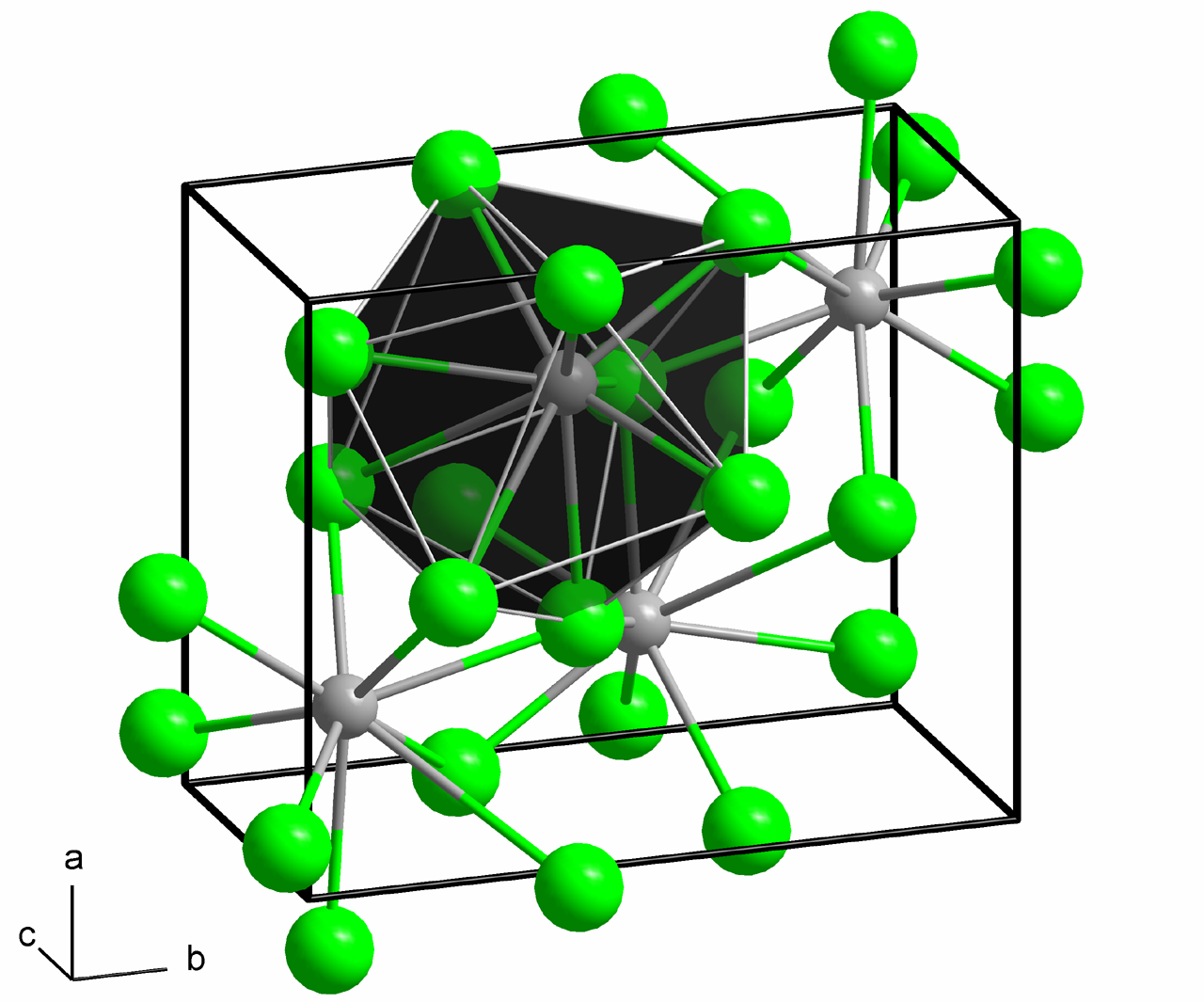
Kristallstruktur von Cotunnit

Cotunnit kristallisiert im orthorhombischen Kristallsystem in der Raumgruppe Pnam (Raumgruppen-Nr. 62, Stellung 6) mit den Gitterparametern a = 7,62 Å, b = 9,04 Å und c = 4,53 Å sowie vier Formeleinheiten pro Elementarzelle.
In der Kristallstruktur ist jedes Bleiatom von insgesamt neun Chlorid-Anionen in Form eines dreifach überkappten trigonalen Prismas koordiniert. Diese Prismen bilden Stränge entlang der c-Achse. Im Koordinationspolyeder um die Chlorid-Anionen sind sowohl quadratische Pyramiden, als auch Tetraeder aus Blei-Kationen.
Cotunnit ist namensgebend für die Cotunnit-Struktur, in der neben Blei(II)-chlorid weitere Salze wie Bariumchlorid, Calciumhydrid oder Blei(II)-bromid kristallisieren. 

## Bildung und Fundorte
Cotunnit kann sich auf mehrere Arten bilden. In Vulkanen ist es ein Sublimationsprodukt. Daneben bildet es sich durch Verwitterung von Galenit, bleihaltigen archäologischen Fundstücken oder Schlacken unter salzhaltigen Bedingungen. Es ist je nach Fundort vergesellschaftet mit Galenit, Cerussit, Anglesit und Matlockit (Caracoles in Chile) bzw. Tenorit, Ponomarevit, Sophiit, Burnsit, Ilinskit, Georgbokiit, Chloromenit, Halit, Sylvin und Gold (Vulkan Tolbachnik, Russland). 
Neben der Typlokalität sind eine Reihe weitere Fundorte bekannt. Zu diesen zählen die Hohe Tauern in Österreich, Caracoles und Challacollo in Chile, Sainte-Marie-aux-Mines in Frankreich, Röhrnbach, Richelsdorf, Essen, Recklinghausen und Helbra in Deutschland, Laurion in Griechenland, die Toskana in Italien, der Tolbatschik in Russland, Wanlockhead, Leadhills und weitere Fundorte in Großbritannien sowie die US-Bundesstaaten Arizona, Massachusetts und Utah.